# Yousif Thomas Mirkis
Yousif Thomas Mirkis (arabe : يوسف توماس مركيس), né le 21 juin 1949 à Mossoul, est un prélat catholique irakien de l'Église catholique chaldéenne, archevêque de Kirkouk depuis 2014.

## Biographie

### Formation
Le jeune Yousif Thomas Mirkis étudie d'abord au séminaire Saint-Jean à Mossoul, puis poursuit ses études en France où il entre dans l’Ordre dominicain. Il fait sa première profession dans l’Ordre en 1975. À l'Université de Strasbourg, il obtient un doctorat en théologie et en histoire religieuse. Puis il obtient également un diplôme en anthropologie sociale à l’Université de Nanterre.
Il est ordonné prêtre le 26 mars 1980.

### Professions intellectuelles
En 1989, le père Mirkis cofonde la Faculté théologique et philosophique du Babel College à Bagdad, où il enseigne de 1989 à 2014. 
En 1995, il devient directeur des magazines Al-Fiker Al-Masihi et Al-Nasira. 
En 2006, il fonde l'Académie des Sciences humaines à Bagdad. Il est également membre de l’Union des journalistes irakiens, des « Journalistes du tiers monde » qui a son siège à Berlin et de l’Union de la Presse catholique internationale.
Il parle couramment l’arabe, le français et l’anglais et il connaît aussi l’araméen.

### Ministères
De 1994 à 2000, il exerce la charge de supérieur du couvent des Dominicains de Bagdad puis, de 2000 à 2014, il y est supérieur de la Communauté des Dominicains.
Le 10 juin 2013, le synode des évêques de l'Église chaldéenne l'élit archevêque de Kirkouk. Le 11 janvier suivant, le pape François valide son élection. Il est alors consacré le 24 janvier suivant par le patriarche Louis Raphaël Ier Sako, assisté de Shlemon Warduni et Jean-Benjamin Sleiman et choisit comme devise « N’aie pas peur, ô petit troupeau », issu de l'Évangile selon Luc. Dès le 27 juillet 2014, il est confronté à la persécution des Chrétiens par l'État islamique.

## Prises de position

### L'Occident et Daesh
Très proches des minorités persécutées de son diocèse, il appelle à la responsabilité du monde entier pour lutter contre l'État islamique. Selon lui, « l’éradication des chrétiens et des minorités perpétrée par l’État islamique en Irak depuis 2014 engage le monde entier. [...] Ce génocide, qui est en particulier celui des chrétiens et des minorités irakiennes, veut être plus généralement celui de tout ce qui n’entre pas dans le projet totalitaire de l’État islamique, notamment de tout ce qui touche de près ou de loin à l’Occident.
Si l’Europe veut continuer à jouir de la paix, il lui incombe d’agir sans attendre, de la même manière que les États-Unis décidèrent de s’engager aux côtés de leurs alliés dans la Seconde Guerre mondiale.
La solution ne consiste pas dans la fuite des chrétiens et des minorités d’Irak. [...] La paix est encore possible en Irak tout comme elle l’est aussi en France, en Europe et dans le reste du monde. Dans le contexte qui est aujourd’hui le nôtre, l’une ne se fera pas sans l’autre. »,,.